# (5453) Zakharchenya
(5453) Zakharchenya (1975 VS5) – planetoida z grupy pasa głównego asteroid okrążająca Słońce w ciągu 3,39 lat w średniej odległości 2,26 j.a. Odkryta 3 listopada 1975 roku.